# Wuhły (rejon brahiński)
Wuhły (biał. Вуглы; ros. Углы, Ugły) – agromiasteczko na Białorusi, w obwodzie homelskim, w rejonie brahińskim, siedziba administracyjna sielsowietu. W 2009 roku liczyło 262 mieszkańców.
Miejscowość wzmiankowana była na początku XIX wieku. W 2008 roku Wuhły otrzymały status agromiasteczka. W 2011 roku do Wuhłów przyłączono wieś Taklinou.